# Prix Gémeaux de la meilleure réalisation pour une série documentaire, une émission ou une série d'information
Le prix Gémeaux de la meilleure réalisation pour une série documentaire, une émission ou une série d’information  est une récompense télévisuelle remise par l'Académie canadienne du cinéma et de la télévision entre 1987 et 2004.

## Palmarès
- 1987 - Daniel Bertolino, Daniel Creusot, Le Défi mondial
- 1988 - Max Cacopardo, Télé-Dollars
- 1988 - Daniel Bertolino, Daniel Creusot, L'Iran
- 1989 - Kristina Von Hlatky, David Langer, Martyn Burke, Cinq défis pour le président
- 1990 - Michel Moreau, Les Trois Montréal de Michel Tremblay
- 1992 - Brian McKenna, La bravoure et le mépris
- 1993 - Bernard Forget, URSS, la révolution, la liberté, l’avenir
- 1994 - Nicole Aubry, Agresseurs Sexuels à 12 ans...
- 1995 - Karl Parent, La mort pour le dire
- 1996 - Jean-Pierre Maher, La dépression et la maniaco-dépression
- 1997 - Gilles Carle, Épopée en Amérique: une histoire populaire du Québec
- 1998 - Hugues Tremblay, Des Crimes et des hommes  II
- 1999 - Georges Amar, Zone libre
- 2000 - Georges Amar, Zone libre

### Meilleure réalisation pour une émission ou une série d’information
- 2001 - Georges Amar, Zone libre
- 2002 - Georges Amar, Zone libre

### Meilleure réalisation pour une série documentaire
- 2001 - Patricio Henriquez, Vivre en ville
- 2002 - Patricio Henriquez, Robert Cornellier, Raymonde Provencher, Extremis

### Meilleure réalisation pour une émission documentaire, affaires publiques, biographie
- 2003 - Charles Binamé, Gauvreau ou l’Obligation de la liberté
- 2004 - Marc Cayer, Destin tordu : Famille Hilton

### Meilleure réalisation pour une série documentaire, affaires publiques, biographie
- 2003 - Luc Cyr et Carl Leblanc, La boîte noire
- 2004 - Anne Sérode, Enjeux